# Santa Cruz de Pinares
Santa Cruz de Pinares község Spanyolországban, Ávila tartományban. Santa Cruz de Pinares San Bartolomé de Pinares, El Barraco, Tornadizos de Ávila és Herradón de Pinares községekkel határos. Lakosainak száma 170 fő (2024).

## Népesség
A település népessége az utóbbi években az alábbiak szerint változott:
| Lakosok száma | 217  | 200  | 196  | 191  | 167  | 163  | 147  | 159  | 162  | 170  |
|               | 2001 | 2004 | 2006 | 2009 | 2011 | 2014 | 2016 | 2019 | 2021 | 2024 |